# Siège titulaire d'Acalissus
Acalissus (italien : Acalisso) est un évêché titulaire de l'Église catholique romaine.
Il tire son origine d'un ancien diocèse de ville antique d'Akalissos dans la région de Lycie en Asie Mineure, et qui appartenait à la province ecclesiastique de Myra.
| Évêques titulaires d'Acalissus |                                    |                                                                   |                  |                 |
| Ordre                          | Nom                                | Administration                                                    | de               | à               |
| 1                              | Louis-Michel-François Tardy CSSp   | Vicaire Apostolique du Gabon (Afrique équatoriale française)      | 18 décembre 1925 | 28 janvier 1947 |
| 2                              | Thomas Francis Markham             | Évêque auxiliaire à Boston, Massachusetts (USA)                   | 18 juillet 1950  | 9 juillet 1952  |
| 3                              | Domingos da Apresentação Fernandes | Évêque auxiliaire à Aveiro (Portugal)                             | 13 décembre 1952 | 11 août 1958    |
| 4e                             | Benigno Chiriboga SJ               | Évêque auxiliaire à Quito (Équateur)                              | 15 novembre 1958 | 5 décembre 1963 |
| 5                              | Ivan Ljavinec                      | Exarque apostolique de la République tchèque (République tchèque) | 18 janvier 1996  | 9 décembre 2012 |
| 6e                             | Joseph Tran Van Toan               | Évêque auxiliaire à Long Xuyên (Vietnam)                          | 5 avril 2014     | 25 août 2017    |
| 7e                             | Thanh Thai Nguyen                  | Évêque auxiliaire à Orange en Californie (États-Unis)             | 6 octobre 2017   |                 |